# La Tina Ranch
La Tina Ranch es un lugar designado por el censo ubicado en el condado de Cameron en el estado estadounidense de Texas. En el Censo de 2010 tenía una población de 618 habitantes y una densidad poblacional de 33,7 personas por km².

## Geografía
La Tina Ranch se encuentra ubicado en las coordenadas 26°11′54″N 97°28′41″O / 26.19833, -97.47806. Según la Oficina del Censo de los Estados Unidos, La Tina Ranch tiene una superficie total de 18.34 km², de la cual 18.21 km² corresponden a tierra firme y (0.69%) 0.13 km² es agua.

## Demografía
Según el censo de 2010, había 618 personas residiendo en La Tina Ranch. La densidad de población era de 33,7 hab./km². De los 618 habitantes, La Tina Ranch estaba compuesto por el 61.81% blancos, el 0.16% eran afroamericanos, el 1.78% eran amerindios, el 0.16% eran asiáticos, el 0% eran isleños del Pacífico, el 33.82% eran de otras razas y el 2.27% pertenecían a dos o más razas. Del total de la población el 95.15% eran hispanos o latinos de cualquier raza.